# Leszek Leiss
Leszek Leiss (ur. 18 listopada 1932 w Grudziądzu, zm. 23 stycznia 2015 tamże) – polski bokser, trener.
Boksu uczył się w rodzinnym mieście w klubie OMTUR Grudziądz, następnie reprezentował barwy klubu Spójnia Grudziądz, a w trakcie odbywania służby wojskowej walczył w OWKS Lublin i CWKS Warszawa. Najdłużej reprezentował w swojej karierze barwy klubu Stal Grudziądz. Startując w mistrzostwach Polski, dwukrotnie wywalczył tytuł mistrza, w 1953 roku w kategorii lekkośredniej i w 1958 w wadze półciężkiej. Cztery razy zdobył brązowe medale, w 1954 w kategorii średniej, a  w 1955, 1956 i 1959 roku w wadze półciężkiej. Uczestnicząc w drużynowych mistrzostwach Polski, wywalczył mistrzostwo w 1954 roku z klubem CWKS Warszawa. Zaliczał się do czołowych pięściarzy lat 50. w Polsce.
Walcząc w ringu w latach 1947 – 1967, stoczył 386 walk, z czego 353 wygrał, 11 zremisował i 22 walki przegrał.
Po zakończeniu kariery był trenerem w grudziądzkich klubach Unia i Stal. Do wychowanków Leissa należą tacy pięściarze jak: Edward Pyjko, Edmund i Andrzej Montewscy, Henryk Szymkowiak, Henryk Mielczewski, Zygmunt Atmański.